# Tokelauci
Tokelauci, maleni polinezijski narod s tropskog koraljnog otočja Tokelau u južnom Pacifiku. Otočju pripadaju atoli Atafu, Nukunonu i Fakaofo, na njima postoje razlike u dijalektima. Danas ih većina živi na Novom Zelandu, a tek 1.405 na Tokelau (2004), od preko 3.200 etničkih. Manja grupa živi na otoku Swains. Poglavito su ribari i uzgajivači kruhovca, taroa, banana i kokosa. Uz kršćanstvo očuvala se tradicionalna religija. 